# Kamerun (Kolonie)
Kamerun war von 1884 bis 1919 als Schutzgebiet eine deutsche Kolonie. Die Kolonie hatte anfangs eine Fläche von 495.000 km², nach der Angliederung Neukameruns im Jahre 1911 hatte sie eine Fläche von 790.000 km² und war damit etwa 1,3-mal so groß wie das Mutterland.
Durch den Versailler Vertrag von 1919 ging Kamerun offiziell in den Besitz des Völkerbundes über, der wiederum ein Mandat zur Verwaltung an die Briten und Franzosen gab. Daraufhin wurde Kamerun in ein Britisch-Kamerun und ein Französisch-Kamerun aufgeteilt.

## Inbesitznahme

Deutsche Kolonie
Britisches Kamerun nach dem Ersten Weltkrieg
Französisches Kamerun nach dem Ersten Weltkrieg
unabhängiges Kamerun seit 1960

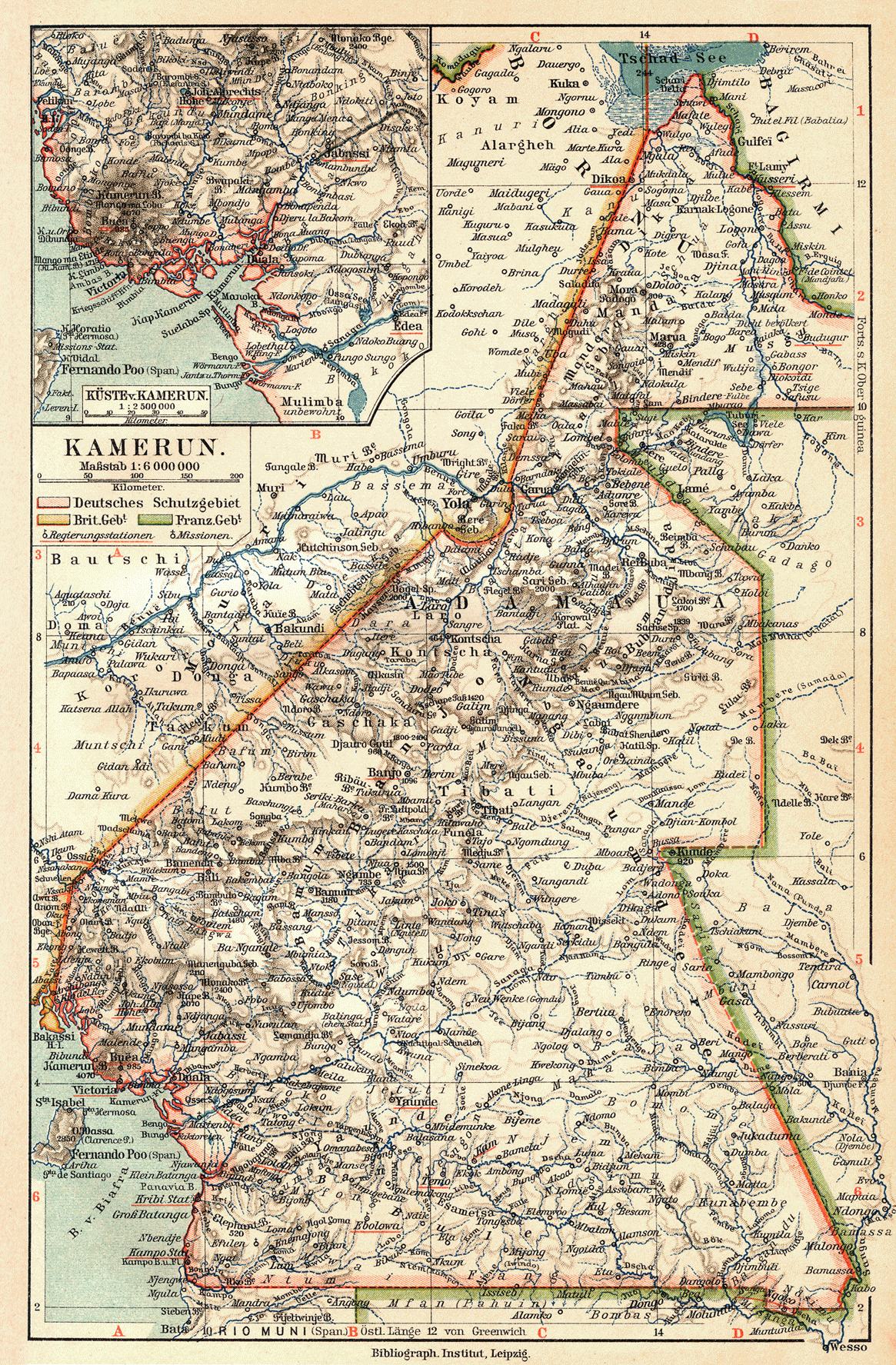
Deutsch-Kamerun 1905

Seit 1862 waren deutsche Handelshäuser in Gabun tätig, darunter das Hamburger Haus Woermann, dessen Agent Emil Schulz zugleich als kaiserlicher Konsul mit Amtsbefugnissen bis zum Kamerunästuar fungierte. 1868 errichtete Woermann die erste deutsche Faktorei in Duala. Am 19. März 1884 ernannte Reichskanzler Bismarck den Afrikaforscher und bisherigen deutschen Generalkonsul in Tunis, Gustav Nachtigal, zum kaiserlichen Kommissar für die Westküste Afrikas, mit dem Auftrag, die für den deutschen Handel interessanten Gebiete unter deutsches Protektorat zu stellen. Hierzu gehörte auch der Küstenstrich zwischen dem Nigerdelta und Gabun, insbesondere der gegenüber der Insel Fernando Poo in der Bucht von Biafra gelegene Teil.
Am 10. Juli 1884 traf der von Togo kommende Reichskommissar Nachtigal auf der Möwe in Duala ein. Nach der Unterzeichnung von Schutzverträgen zwischen der deutschen Delegation und den wichtigsten Führern der Duálá, Ndumb’a Lobe (King Bell) und Ngand’a Kwa (Akwa), am 11. und 12. Juli 1884 kam es am 14. Juli in Duala zur Hissung der deutschen Flagge und Erklärung der „Schutzherrschaft“. Der fünf Tage später eintreffende britische Konsul Hewett, der Kamerun für England in Besitz nehmen wollte, musste sich mit einem förmlichen Protest begnügen. Er erhielt den Spitznamen „The too late consul“.
Auseinandersetzungen zwischen rivalisierenden Duálá-Clans wurden im Dezember 1884 durch Mannschaften der Korvetten Bismarck und Olga unter dem Befehl von Konteradmiral Eduard von Knorr unterdrückt. Die Kämpfe richteten sich zwar nicht primär gegen die deutsche Herrschaft, markieren aber mit der Unterdrückung durch die Kaiserliche Marine den Beginn der militärischen Unterwerfung der Kolonie.
Die vorläufigen Grenzen der Kolonie wurden ein Jahr später auf der Kongo-Konferenz (Kongo-Akte) in Berlin festgelegt. Der endgültige Grenzverlauf beruhte auf den Verträgen vom 3. Mai 1885 (mit Großbritannien), 24. Dezember 1885 (mit Frankreich), 27. Juli 1886 (mit Großbritannien), 2. August 1886 (mit Großbritannien), 14. April 1893 (mit Großbritannien), 15. November 1893 (mit Großbritannien), 15. März 1894 (mit Frankreich), 1901 und 1902 (mit Frankreich) und 1908 (mit Frankreich).
Bedeutend vergrößert wurde die Kolonie noch einmal im Jahr 1911 im Marokko-Kongo-Abkommen auf Kosten der französischen Kolonien in Zentralafrika (Neukamerun). Ein kleineres Gebiet im Nordosten Kameruns, der sogenannte Entenschnabel, wurde stattdessen Französisch-Äquatorialafrika einverleibt. Die vorherige Fläche der deutschen Kolonie wurde nachfolgend Altkamerun genannt. Durch ein deutsch-britisches Grenzabkommen kam 1913 noch die Bakassi-Halbinsel zu Kamerun.

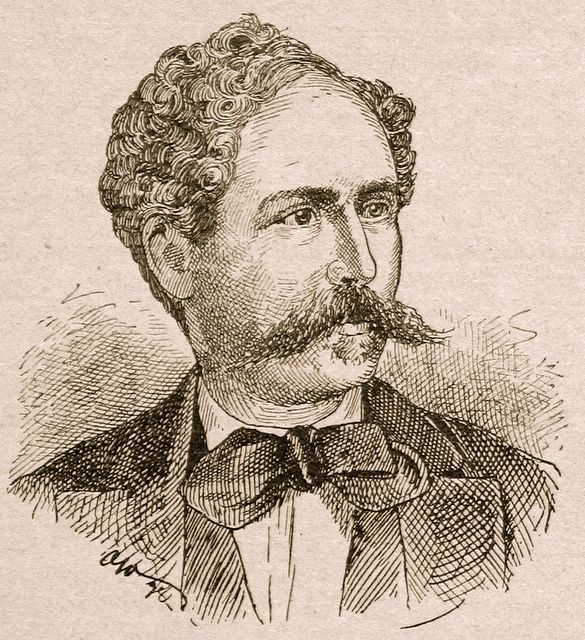
Gustav Nachtigal
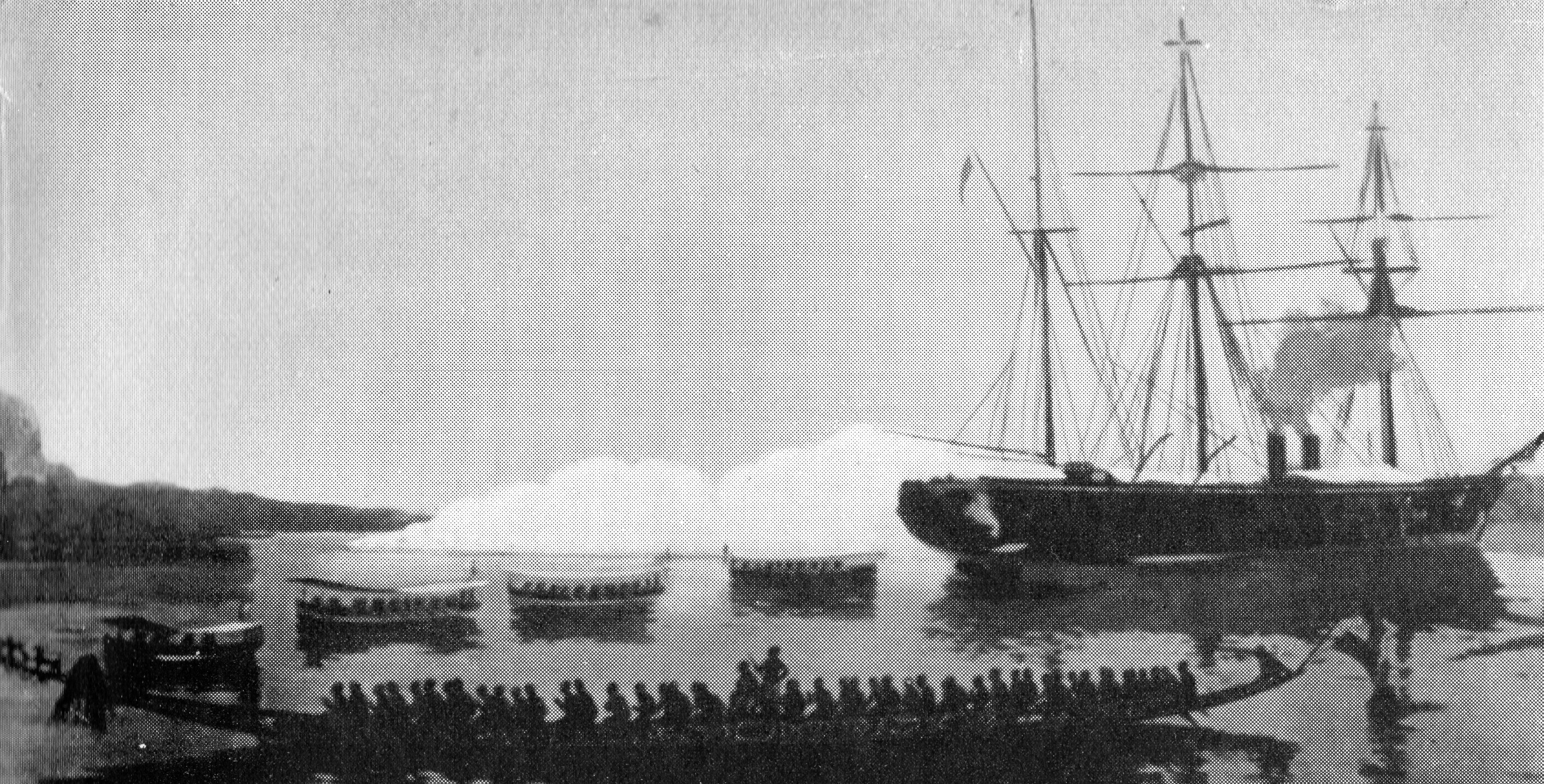
Eine deutsche Korvette bei der Beschießung von Hickorytown (heute Duala)
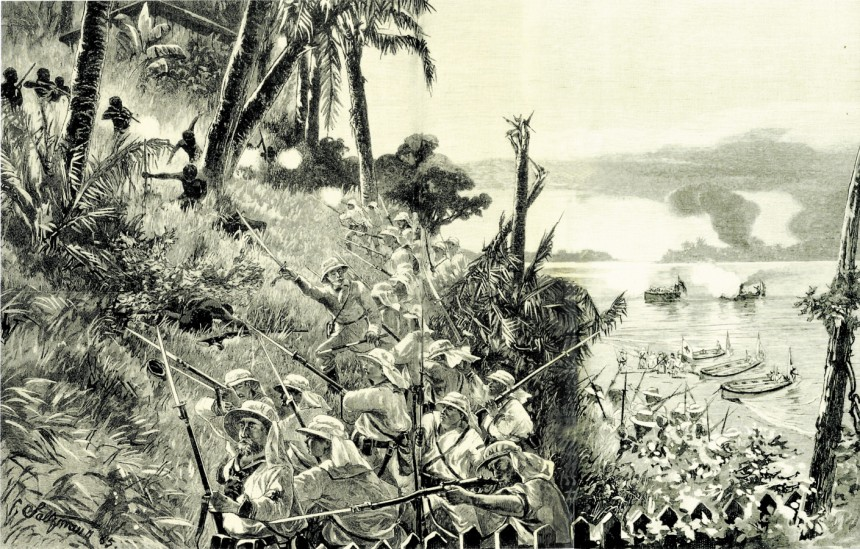
Erstürmung von Belltown durch Landungstruppen der SMS Olga im Dezember 1884

## Geplante Symbole für die deutsche Kolonie Kamerun
Im Jahr 1914 wurde ein Wappen sowie eine Flagge für Kamerun geplant, jedoch aufgrund des Kriegsbeginns nicht mehr eingeführt.

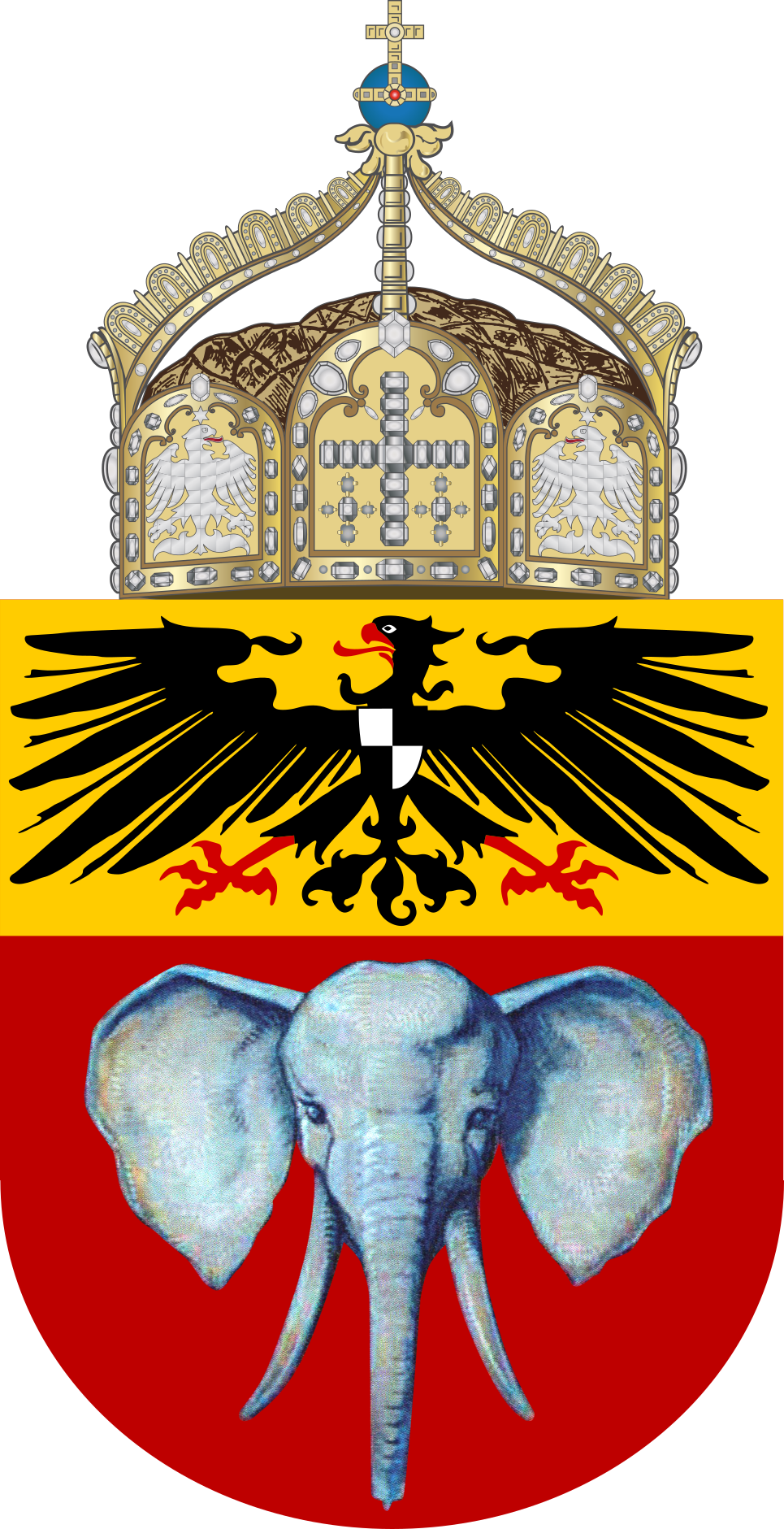
Geplantes Wappen
Entwurf für eine geplante Flagge

## Unterwerfung und „Pazifizierung“ des Binnenlandes

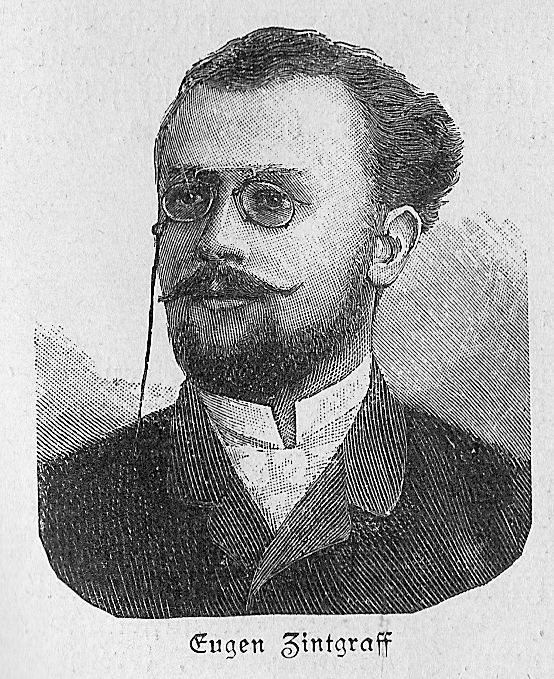
Eugen Zintgraff

Die ersten größeren Expeditionen in das Binnenland unternahmen in den Jahren 1888 bis 1891 die Offiziere Richard Kund, Hans Tappenbeck und Curt Morgen im Hinterland der Batangaküste und der Forscher Eugen Zintgraff im Grasland Westkameruns, wo er die Station Baliburg gründete. Kund und Tappenbeck gründeten 1889 die Forschungsstation Jeundo, als deren Bezeichnung sich bereits kurze Zeit später „Jaunde“ einprägte und aus der die heutige Landeshauptstadt hervorgegangen ist. Sie bildete bis zum Ersten Weltkrieg das Rückgrat der deutschen Herrschaft in Zentral- und Südostkamerun. Am 31. Januar 1891 wurden Zintgraff und seine Verbündeten in der Schlacht von Mankon (Bafut, Nordwestkamerun) verlustreich geschlagen. Seine Pläne für weitere Hinterland-Expeditionen hielt der seit April 1891 amtierende Gouverneur Eugen von Zimmerer für Verschwendung. Als sich das Auswärtige Amt auf die Seite des Gouverneurs stellte, verließ Zintgraff enttäuscht den Kolonialdienst.
Im Sommer 1891 beauftragte das Gouvernement den Hauptmann Karl von Gravenreuth mit der Unterwerfung der Kpe (Bakwiri) von Buëa. Gravenreuths Tod bei der Erstürmung des Ortes verhinderte eine nachhaltige „Pazifizierung“ des Gebietes um den Kamerunberg.
Erst Curt Morgen und Hans Dominik brachen den Widerstand gegen die deutsche Herrschaft dort 1894 endgültig. Max von Stetten, der im gleichen Jahr das Kommando der neugegründeten Kaiserlichen Schutztruppe übernahm, führte 1895 mehrere militärische Expeditionen gegen die Bakoko am unteren Sanaga durch. Oltwig von Kamptz erzwang im Februar 1896 nach einer Revolte mehrerer Ewondo- und Bane-Gruppen gegen die Station Jaunde den ungehinderten Verkehr zwischen der Küste und der Station.
Die Unterwerfung des Nordostens der Kolonie leitete ebenfalls Hauptmann von Kamptz ein, indem er am 14. Januar 1899 die Vute-Residenz Ndumba und am 11. März Tibati erstürmte. Als Etappenstation und Basis für das weitere Vordringen nach Norden gründete er die Station Joko. Im Oktober 1901 wurde unter Hans Dominik eine weitere Expedition entsandt, um in Kontakt mit den islamischen Fürstentümern Adamauas zu treten. Ehe Dominik die Fulbestaaten Nordkameruns erreichte, hatte der Stationsleiter von Joko, Rudolf Cramer von Clausbruch, gegen die ausdrücklichen Befehle des Gouverneurs von Puttkamer bereits vollendete Tatsachen geschaffen und die wichtigen Zentren Ngaundere und Garua besetzt. Dominik besiegte bei Miskin-Marua die Truppen des Emirs Djubayru von Yola, womit der Weg bis zum Tschadsee offenstand. Die Eingliederung der Tschadseeländer (Mandara, Deutsch-Bornu und die Kotoko-Sultanate) vollzog 1902 Oberst Curt Pavel als Kommandeur der Schutztruppe. Die Grenze zum britischen Protektorat Nordnigeria wurde in den Jahren 1903/1904 mit der Beteiligung der deutschen Offiziere Hans Glauning und Arnold Schultze von Yola bis zum Tschadsee markiert. Grundlage hierfür war das deutsch-britische Abkommen von 1893, bei dem die Grenze zwischen Rio-del-Rey-Ästuar und Tschadsee festgelegt worden war.
In den Jahren 1904 bis 1906 kam es im Nordwesten Kameruns am Oberlauf des Cross River und seiner Nebenflüsse zu einem Kleinkrieg, der unter den Namen Anyangkrieg und Mpawmankukrieg in die Geschichte Kameruns einging.
1906 und 1910 kam es im Gebiet des oberen Nyong zu den beiden sogenannten Maka-Aufständen. Der letztere konnte nur mit bereits zur damaligen Zeit umstrittenen Methoden niedergeschlagen werden.
Wiederholt kam es während der deutschen Kolonialherrschaft zu regelrechten „Kolonialskandalen“. Zum Sinnbild der brutalen Unterdrückung der einheimischen Gesellschaften Anfang der 1890er Jahre wurde in der öffentlichen Wahrnehmung der auch im Reichstag wiederholt thematisierte Fall „Leist“: Der Forschungsreisende Karl von Gravenreuth hatte in Überschreitung seiner Kompetenzen von dem Dahomey-König Behanzin mehrere Frauen und Männer als „Sklaven“ angekauft, aus denen er eine Expeditionstruppe für die Erschließung des Nordens bilden wollte. Die Verwaltung, durch Gravenreuth vor vollendete Tatsachen gestellt, reihte die Männer in die 1891 gegründete Polizeitruppe ein und verwendete die Frauen im Dienst des Gouvernements. Hervorgerufen durch die gegenüber den frei angeworbenen Soldaten geringere Löhnung und brutale Übergriffe auch gegenüber den Frauen kam es im Dezember 1893 zur Dahomey-Meuterei. Mit dem Einsatz eines Kanonenbootes wurden die Unruhen unterdrückt. Der damalige stellvertretende Gouverneur Heinrich Leist, der durch die entwürdigende körperliche Züchtigung der Dahome-Frauen als Hauptverantwortlicher für die Unruhen galt, wurde aus dem Dienst entlassen, letztlich aber zu einer in der liberalen und linken Öffentlichkeit als zu gering empfundenen Strafe verurteilt.

## Infrastruktur

Lage Kameruns und der anderen deutschen Kolonien in Afrika (1913)
Eisenbahn- und Schiffahrtskarte
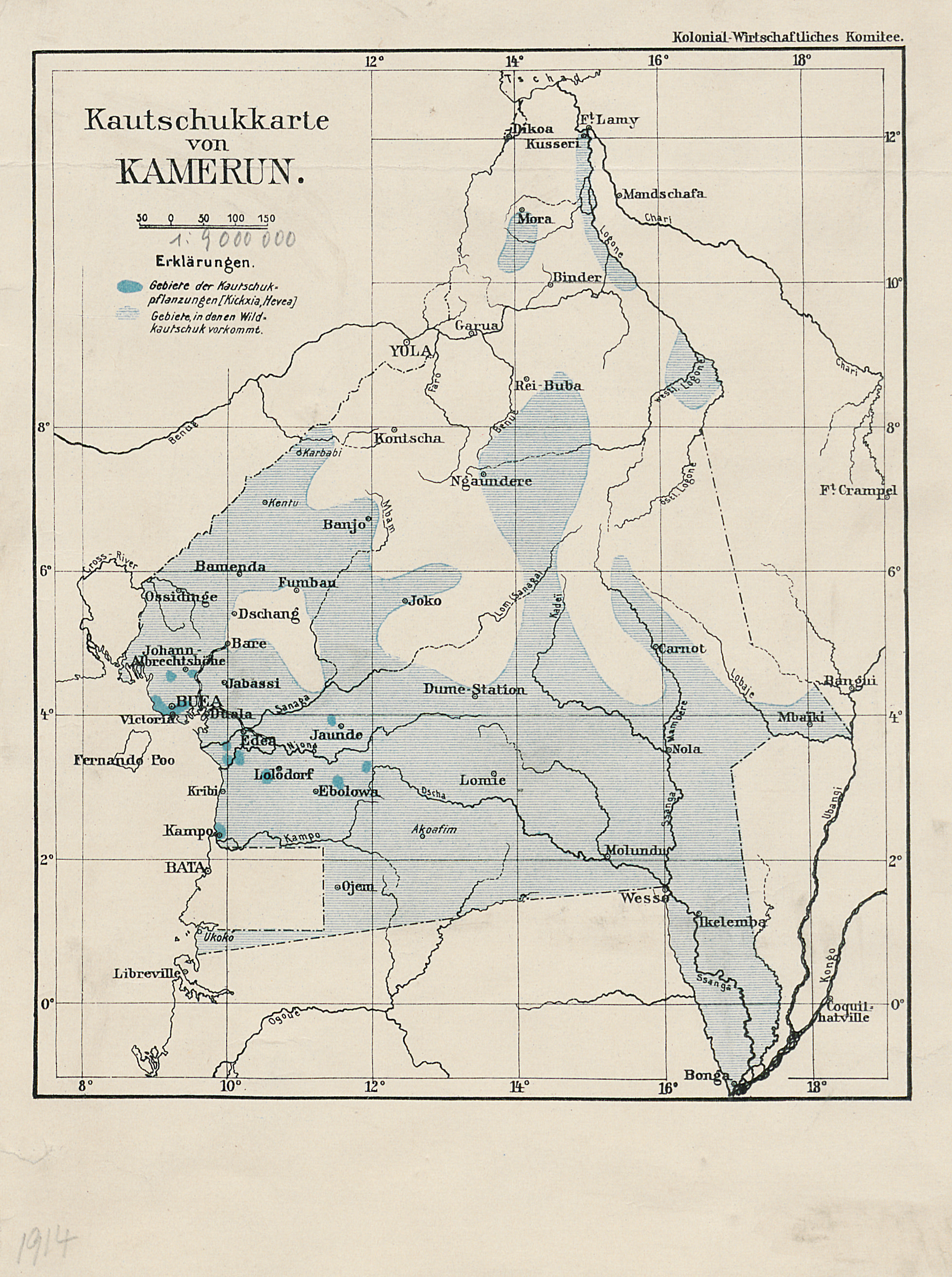
Karte der Kautschuk-Gebiete
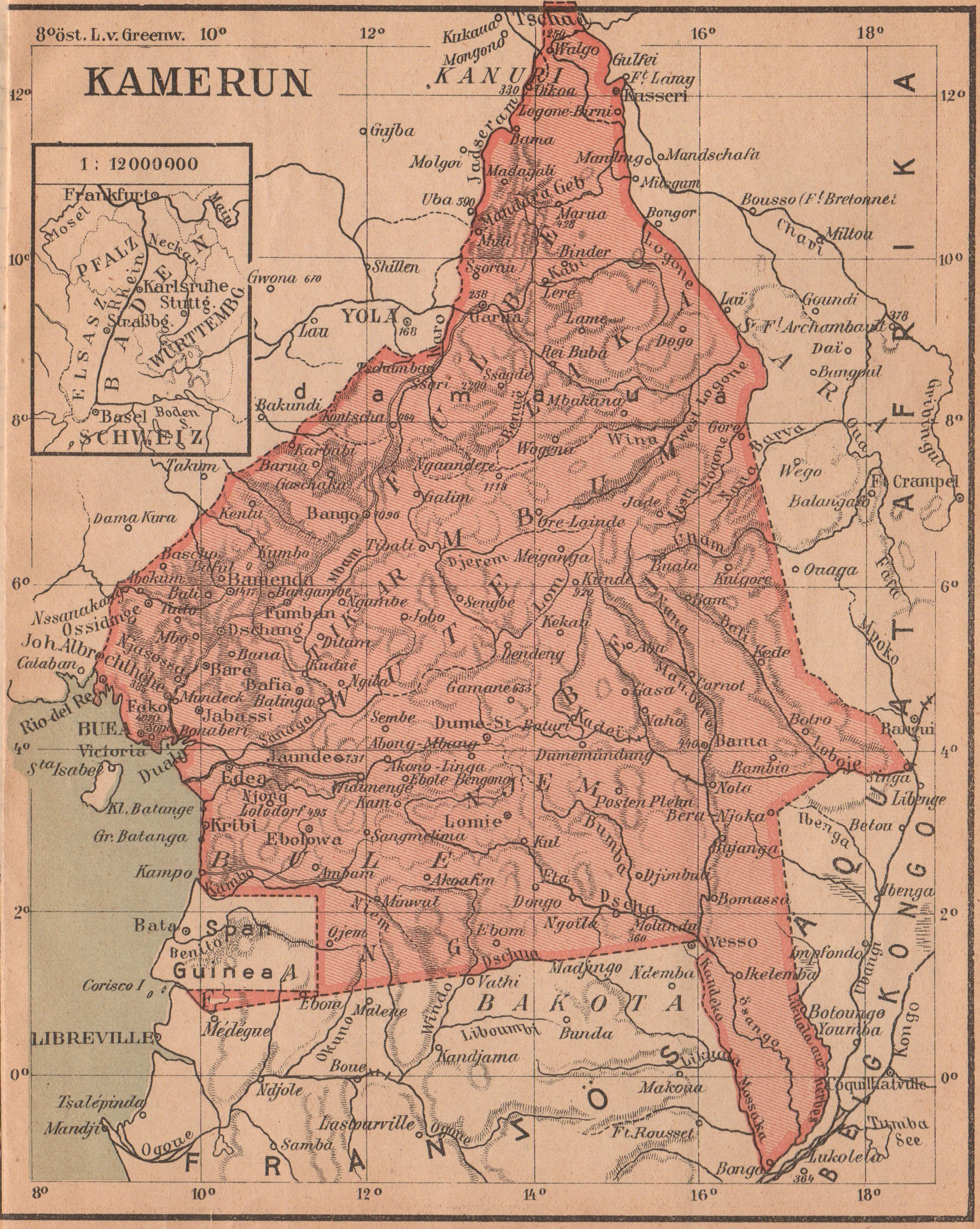
Lage der Bezirksämter und der Schutztruppen-Standorte

### Verkehrswesen

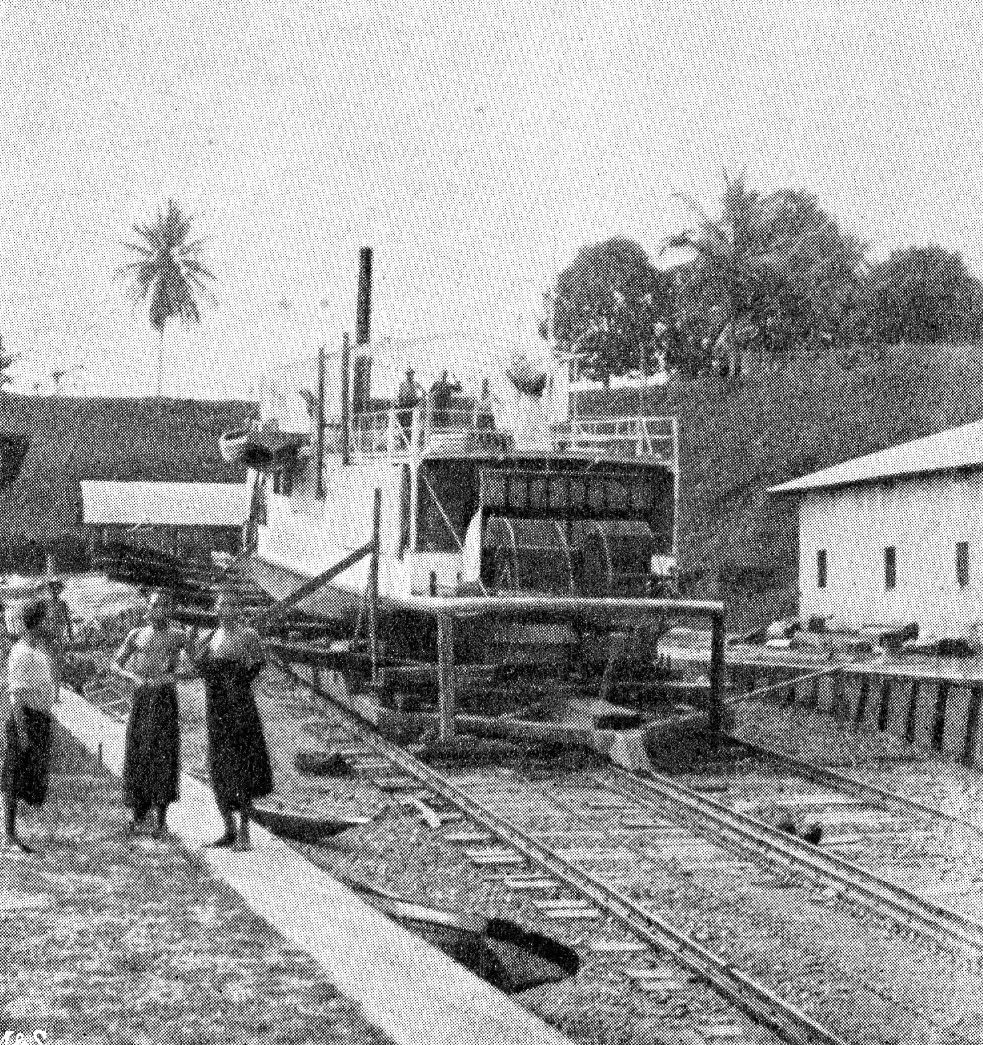
Flussdampfer Soden auf der Slipanlage in Douala vermutlich um 1896.

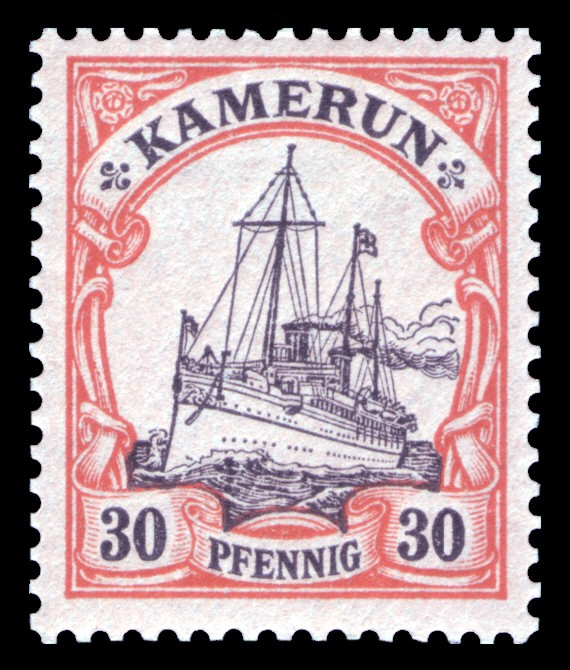
Deutsche Post in Kamerun (Briefmarke von 1900)

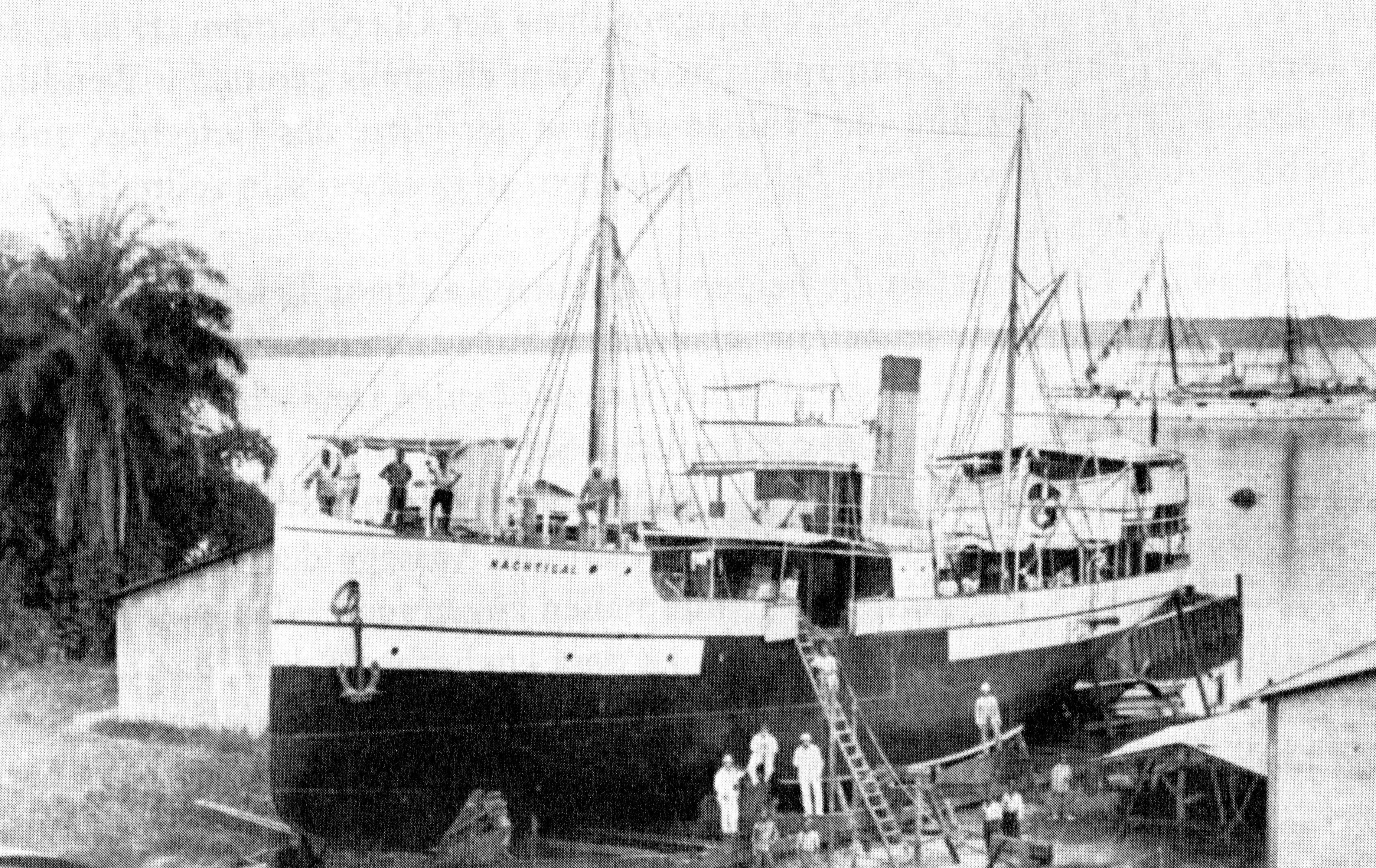
Deutscher Dampfer Nachtigal in Kamerun. Aufnahmeort und Aufnahmedatum unbekannt

Von See aus wurde die deutsche Kolonie Kamerun vor allem durch den Hafen von Duala erschlossen. Daneben entwickelten sich Landungsstellen bei Kampo, Kribi, Rio del Rey und Victoria sowie in der Muni-Bucht. Unter deutscher Flagge liefen Schiffe der Bremen-Afrika-, Hamburg-Amerika- und Woermann-Linie Kamerun regelmäßig an. Die letztgenannte Linie betrieb einen Küstendienst und in Duala ein Schwimmdock.
Auf dem Landweg dominierte anfangs der Lastentransport zu Fuß. Um dies zu erleichtern und auch Fahrzeugverkehr zu ermöglichen, baute die deutsche Kolonialverwaltung das Wegenetz aus und schuf Straßen. Hierzu wurden die Einwohner der anliegenden Dörfer zwangsweise arbeitsverpflichtet – eine Praxis, die auch bei anderen europäischen Kolonialmächten gang und gäbe war. Für die größeren Straßen- und Eisenbahnbauprojekte mussten feste Vertragsarbeiter angeworben werden. Die Arbeiter wurden jedoch zu einem erheblichen Teil unter Zwang rekrutiert und hatten unter prekären Bedingungen zu arbeiten. Dieses Abziehen von Arbeitskräften aus der Subsistenzwirtschaft führte zu einem gravierenden Arbeitskräftemangel, zu örtlichen Hungersnöten und zur Dezimierung ganzer Bevölkerungsgruppen durch Tod und Krankheit. Nach 1900 wurden zwei Bahnbauprojekte aufgenommen: Zum einen die Mittellandbahn von Duala über Bidjoka zum Njong, von der 1916 ca. 131 km in Betrieb waren, sowie zum anderen die Nordbahn, auch Manenguba-Bahn genannt. Von ihr waren 160 km fertiggestellt. Ein drittes Bahnprojekt im Süden der Kolonie wurde von Händlern gefordert, fand aber keine ausreichende Unterstützung der deutschen Regierung. Daneben bestanden private Kleinbahnen, etwa die Pflanzungsbahn der WAPV. Die von Viktoria nach Goppo führende Schmalspurbahn wies eine Länge von 31 km auf. Sie schloss die am Kamerunberg liegenden Plantagen an die Küste an. Im Vergleich zu den Streckennetzen der großen Kolonien Deutsch-Ostafrika und -Südwestafrika nahm sich das Kameruner Bahnnetz bescheiden aus (etwa 500 Streckenkilometer verglichen mit jeweils über 2000 Kilometer im Bau oder Betrieb).
Der Bau der Schienenwege ging mit drastischem Kahlschlag einher. Die über Jahrhunderte organisch gewachsenen Wege durch den Urwald hießen im Jargon der Kolonialherren „enge, sonnenlose Negerpfade in Schlangenlinien, die man im Gänsemarsch beging“.
Ab 1906 versuchte die Kolonialverwaltung die einheimische Bevölkerung auf ihre Rolle in der Kolonialwirtschaft vorzubereiten, indem Prämien und Steuerbegünstigungen, sowie eine fachmännische Anleitung für den Anbau von kolonialen Exportprodukten wie Ölpalmenerzeugnisse und Kakao und auch Gemüse für die Selbstversorgung bereitgestellt wurden. Der chronische Arbeitskräftemangel stand dem jedoch entgegen.
Schon 1894 wurde die Reichsmark zum alleinigen Zahlungsmittel erklärt. Die Bargeldwirtschaft setzte sich jedoch nur allmählich durch. 1907 wurde eine Einigung zwischen der Kolonialadministration und den privaten Wirtschaftsinteressenten erzielt, nach der alle Dienstleistungen der Einheimischen künftig ausschließlich in Bargeld zu vergüten waren. Die Bargeldwirtschaft war eine Voraussetzung für die geplante Einführung eines Besteuerungssystems. Neben dem Zweck der Finanzierung der Kolonialregierung sollten die Einheimischen mit der Einführung von Steuern dazu gezwungen werden über ihre eigene Subsistenzwirtschaft hinaus zu arbeiten und damit gewissermaßen einen kolonialen Güterüberschuss zu erzeugen. Ähnliche Konzepte verfolgten auch die anderen Kolonialmächte. Mit der Einziehung der Steuern wurden lokale Häuptlinge beauftragt, die ein Eigeninteresse daran hatten, da sie einen Teil der Einnahmen für sich behalten durften. Nach zögerlichem Beginn überstiegen die Einnahmen aus der Besteuerung die Erwartungen. Im Etat von 1908 wurden 100.000 Reichsmark aus der Eingeborenensteuer veranschlagt, 1910 waren es 562.500 ℳ, 1912 1.245.000 ℳ und 1914 2.800.000 ℳ. Jedoch war man bei Kriegsausbruch noch weit vom Zustand einer einheitlichen landesweiten Besteuerung entfernt.

### Nachrichtenwesen
Die erste Postanstalt in Kamerun wurde am 1. Februar 1887 eröffnet. 1911 bestanden in Kamerun 37 Post- und 11 Telegrafenanstalten, die in diesem Jahr etwas über eine Million Briefsendungen und knapp 70.000 Telegramme beförderten. Im Jahre 1912 wurde ein deutsches Seekabel von Monrovia nach Togo und Kamerun fortgesetzt, so dass der deutsche Kabelverkehr von der britischen Leitung unabhängig wurde. In den Jahren 1911 und 1912 wurde bei Duala außerdem eine Küstenfunkstelle zur drahtlosen Telegrafie gebaut. Ursprünglich war Kamerun auch als möglicher Standort für eine transkontinentale Großfunkstelle vorgesehen. Diese Funktion übernahm aber schließlich die Funkstation Kamina in Togo.
1913 umfasste das Leitungsnetz 2774 Kilometer. Die meisten verliefen durch in den Urwald geschnittene Schneisen („Durchhau“). Anfangs hatte man die 3 Millimeter dicken Drähte von Baum zu Baum geführt, was sich jedoch als zu wetteranfällig herausstellte. Holzpfähle kamen wegen Termitenbefalls nicht in Frage, also setzte man nahtlos gewalzte Rohre von Mannesmann ein, die in Längen von 6,5 und 8,5 Metern zur Verfügung standen. Beim Schlagen der Schneisen kam auf durchschnittlich 70 Einheimische ein weißer „Leitungsaufseher“. Diese Einheiten schlugen täglich etwa 300 Meter frei. Die Sorge, dass Affen und Elefanten die Leitungen angriffen, stellte sich als unbegründet heraus. Im Gegenteil: Elefanten ästen gern in den freien Stellen des Waldes und sorgten dafür, dass die Schneisen nicht zu schnell zuwuchsen. Wegen der starken Nachfrage begann man 1907 mit dem Bau von Doppelleitungen. 1913 waren 27 Telegrafendienststellen und eine Funkstation eingerichtet. Die 22 Ortsnetze hatten 486 Fernsprechanschlüsse. In dem Jahr wurden 153.500 Telegramme, 589.000 Ortsgespräche und 48.500 Ferngespräche abgewickelt.

## Wirtschaft

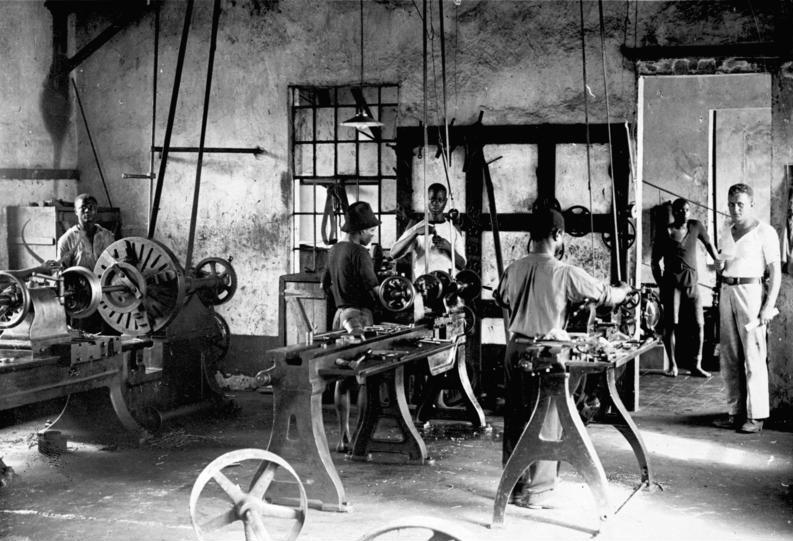
Palmölwerk in Kamerun um 1900

### Überblick
Von den drei Wirtschaftsformen in den deutschen Kolonien – Handels-, Plantagen- und Farmwirtschaft – war in Kamerun eine Mischform zwischen den beiden erstgenannten vorherrschend: Anfänglich dominierte der Handel mit einheimischen Produkten und Erzeugnissen. Die europäischen Handelshäuser, die bereits vor der Gründung der Kolonien an der Küste Kameruns tätig waren, nutzten die vorgefundenen Marktstrukturen für Geschäfte mit afrikanischen Zwischenhändlern. In den späteren Jahren der deutschen Herrschaft entwickelte sich in Teilen Kameruns, besonders am Kamerunberg, eine ausgeprägte Plantagenwirtschaft und eine hierauf ausgerichtete koloniale Landpolitik. Hatte zunächst die Erschließung und Ausbeute von Naturprodukten die neuen Wirtschaftszweige geprägt, waren es nun die landwirtschaftlichen Anbau- und Verarbeitungsmethoden sowie die Nachfrage nach Arbeitskräften, die zum bestimmenden Faktor wurden. Zudem wurden weltwirtschaftliche Konjunkturlagen spürbarer. Die Hauptausfuhrartikel am Vorabend des Ersten Weltkrieges spiegeln diesen Wandel wider: Der Handel mit Elfenbein hatte aufgrund von Überjagung stark nachgelassen. Palmfrüchte und Palmöl wurden nicht mehr nur über den Ankauf aus der Hand von Einheimischen bezogen, sondern verstärkt auch auf Plantagen nach europäischem Muster angebaut. Ähnliches galt für Kakao, dessen Anbau in großem Stil bereits vor 1900 begann. Kautschuk, der anfangs aus Wildbeständen gesammelt wurde, entwickelte sich durch die Nachfrage nach Gummi zum international gefragten Massenprodukt, was mitunter zum Raubbau führte. Der Anbau von Bananen nahm einen erfolgversprechenden Anfang. Kurz vor dem Ersten Weltkrieg lagen jedoch die Einfuhren Kameruns insgesamt über den Ausfuhren. Dies lag unter anderem an Investitionen in die Infrastruktur, etwa im Eisenbahnbau, die bei Kriegsbeginn 1914 verglichen mit anderen deutschen Kolonien noch relativ am Anfang standen.

### Betriebe
Zu den großen und mittleren Betrieben der Kameruner Plantagenwirtschaft zählten folgende Pflanzungen:

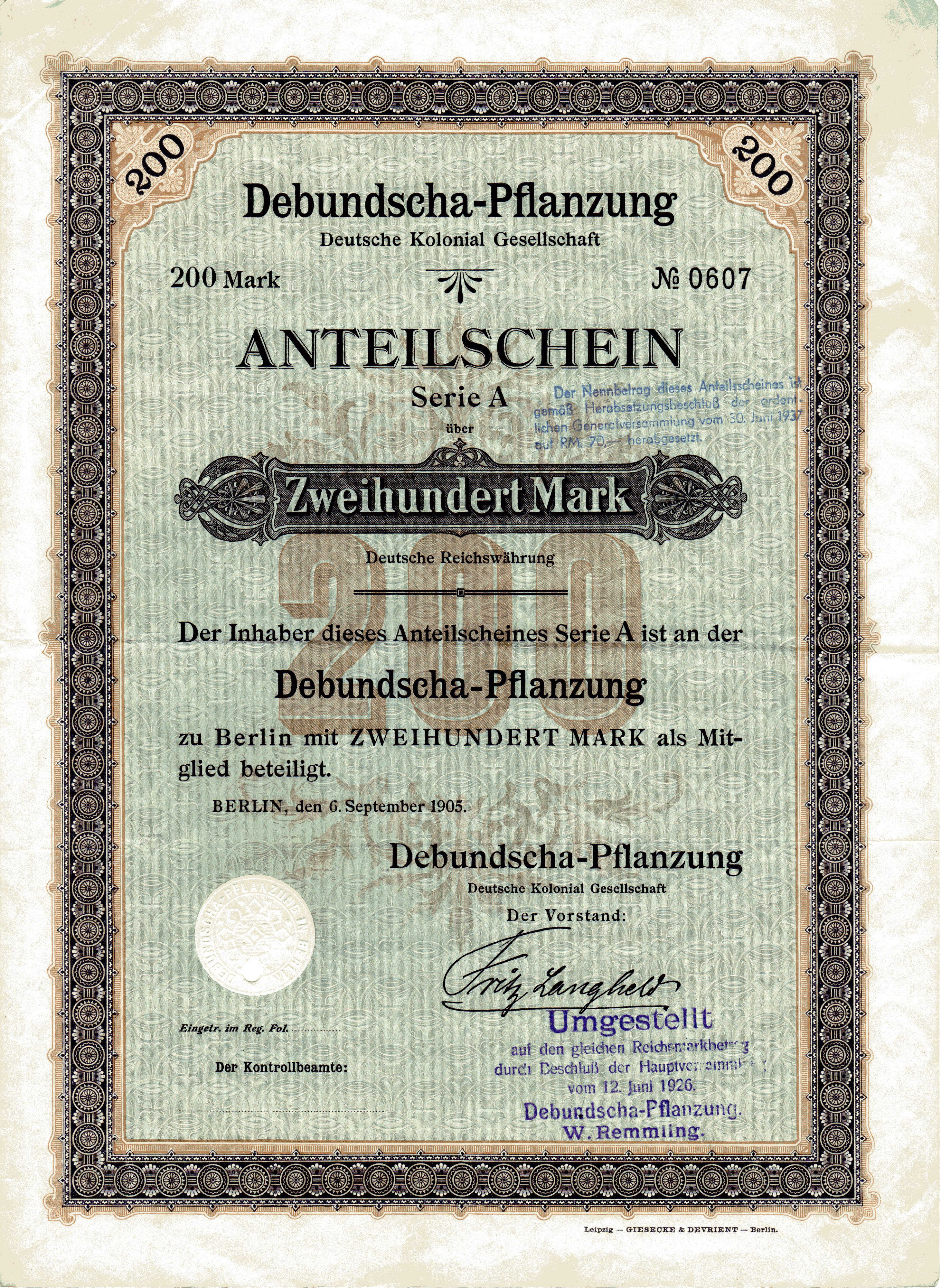
Anteilschein der Debundscha-Pflanzung DKG vom 6. September 1905

Großbetriebe (10.000 bis 18.000 ha):
- Bimbia-Pflanzung Woermann
- Kamerun-Land und -Plantagen-Gesellschaft
- Moliwe-Pflanzung DKG
- Westafrikanische Pflanzungsgesellschaft Victoria AG (WAPV)
- Westafrikanische Pflanzungsgesellschaft Bibundi AG (WAPB)

Mittelständische Betriebe (5.000 bis 10.000 ha):
- Afrikanische Frucht-Compagnie GmbH (AFC)
- Deutsche Kautschuk-AG
- Debundscha-Pflanzung DKG
- Pflanzung Günther, Soppo
- Kamerun-Kautschuk Ko. AG
- Kautschuk-Pflanzung Meanja AG
- Plantage Oechelhäuser
- Pflanzung Scipio (ab 1906 Idenau-Pflanzung)
- Plantagengesellschaft Süd-Kamerun GmbH
- Syndikat für Ölpalmenkultur GmbH

In Kamerun bestanden mehrere Handelskammern als nicht-staatlich organisierte Korporationen privater Kaufleute. Die Handelskammer für Südkamerun wurde im Oktober 1907 mit Sitz in Kribi gegründet. Im Jahr 1911 folgte eine Handelskammer für Duala und Mittelkamerun, die 1914 durch den Verein der Nord- und Mittelkamerun-Kaufleute abgelöst wurde.

## Verwaltung

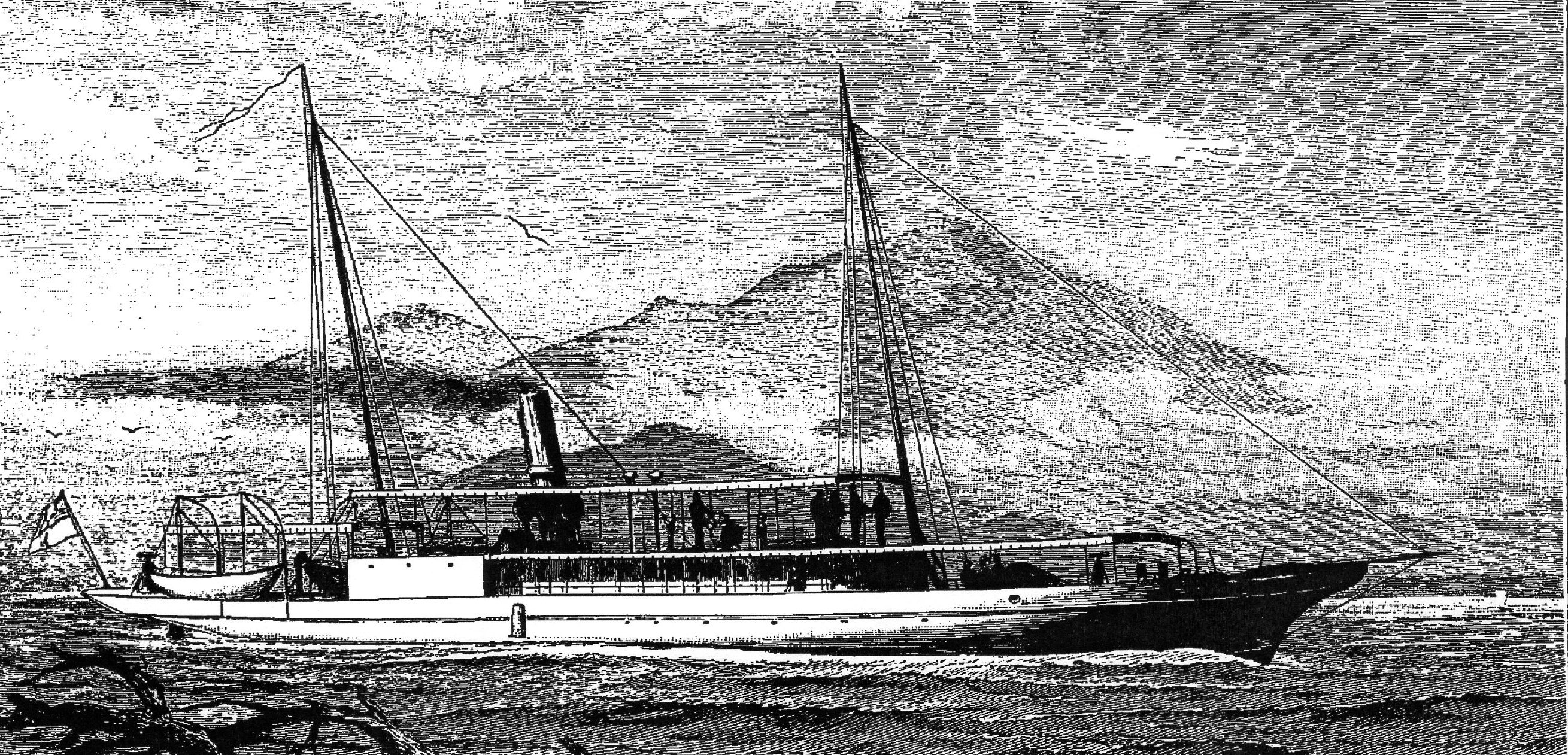
Deutscher Regierungsdampfer Nachtigal, Baujahr 1885, Kiel, Germaniawerft. Der Dampfer wurde von 1886 bis 1895 in der deutschen Kolonie Kamerun als Regierungsfahrzeug eingesetzt. 1895 wurde er umbenannt in Kamerun und als Peilboot eingesetzt. 1901 wurde das Boot offenbar an privat verkauft; das Endschicksal ist unbekannt.

Erster vollwertiger Gouverneur wurde ab 4. Juli 1885 Julius Freiherr von Soden. Er veranlasste den Bau eines Regierungsgebäudes in Kamerun, für den der Berliner Regierungsbaumeister und spätere Leipziger Stadtbaurat Otto Wilhelm Scharenberg (1851–1920) die Pläne lieferte. Das Bauwerksensemble wurde auf einem Hügel (der Joss-Platte) am linken Ufer des Kamerun-Flusses im angepassten Kolonialstil errichtet. Dafür wurden Bäume auf der Hügelkuppe gerodet und ein Transportweg mit Hafen angelegt. Als Baumaterial kamen Backsteine, Eisenträger, Holz (aus Deutschland) sowie Bruchsteine und Bausand aus der Region zum Einsatz. Das zweigeschossige Gebäude beinhaltete die Diensträume und die Wohnungen für den Gouverneur und seine Beamten, etwas abseits, durch einen zehn Meter langen Gang erreichbar, befand sich das Küchengebäude. Der Bau kostete mindestens 96.000 Mark.
Zentrale Entwicklungen, wie die Ausübung der kolonialen Gewalt auf dem gesamten Territorium Kameruns und die Ausweitung der kolonialwirtschaftlichen Unternehmungen in das Binnenland, vollzogen sich erst unter Jesko von Puttkamer (1895–1906), der die Kolonie auf zwiespältige Weise prägte. Seine Amtszeit stand einerseits im Zeichen expandierender Landwirtschaft am Kamerunberg. Er ließ auch 1901 den Verwaltungssitz von Duala nach dem gesünder gelegenen Buëa verlegen. Andererseits wurden der Kolonialverwaltung unter Puttkamer rücksichtslose Landpolitik mit Zwangsumsiedlungen und ein erhebliches Maß an Brutalität vorgeworfen, was einen neuerlichen Skandal auslöste.
Die Lokalverwaltung bestand aus Bezirksämtern, Regierungs- und Militärstationen und Residenturen mit indirekter Verwaltung im islamischen Norden der Kolonie. Vor der Eingliederung Neukameruns bestanden die Bezirke Rio del Rey, Victoria, Duala, Jabassi, Johann-Albrechts-Höh, Bare, Ossidinge, Bamenda, Kribi, Edéa, Ebolowa, Lomië, Molundu/Jukaduma, Dume, Jaunde und Banjo, sowie die Residenturen Adamaua und Deutsche Tschadseeländer. Zwei weitere Residenturbezirke wurden 1913 in Ngaundere durch die Teilung Adamauas und 1914 in Bamun durch die Abtrennung der gleichnamigen Chefferie vom Bezirk Bamenda geschaffen.

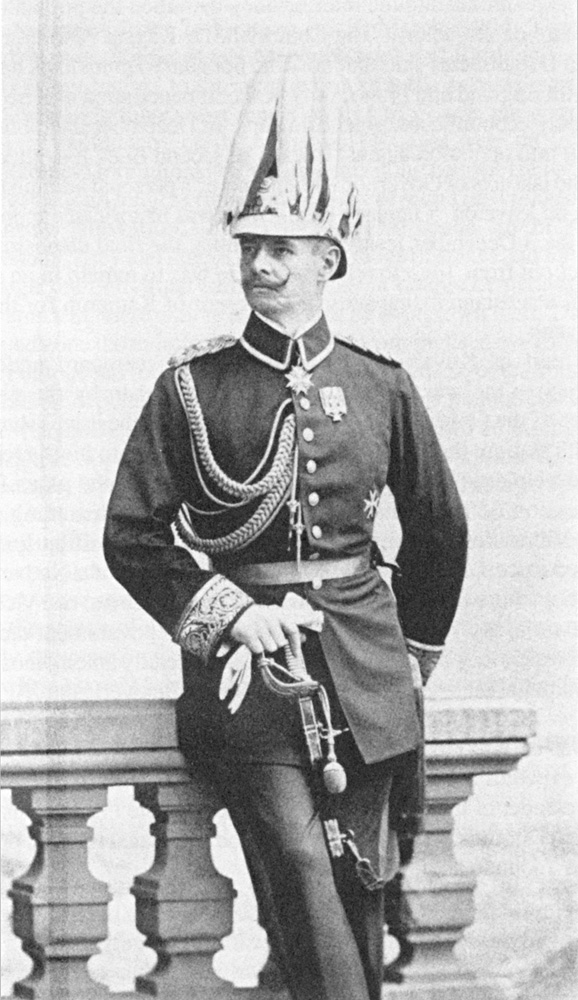
Gouverneur Jesko von Puttkamer
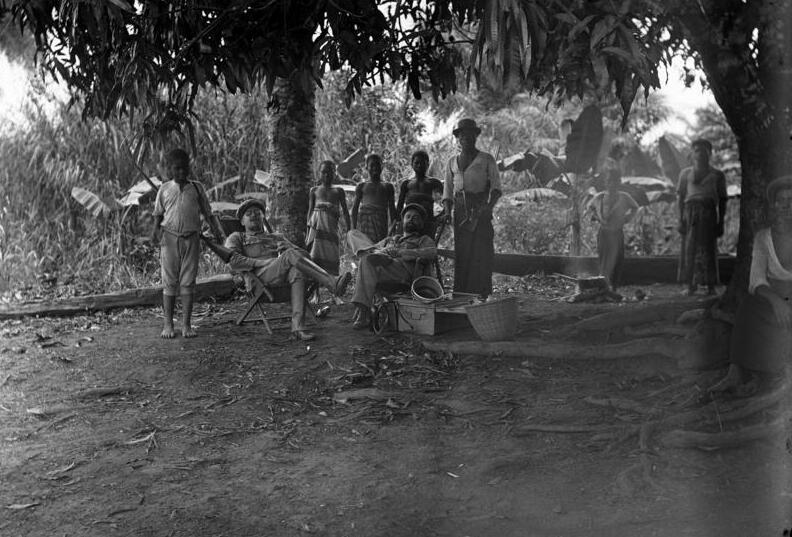
Zwei weiße Männer (in Liegestühlen) unter Einheimischen, Weihnachten 1901
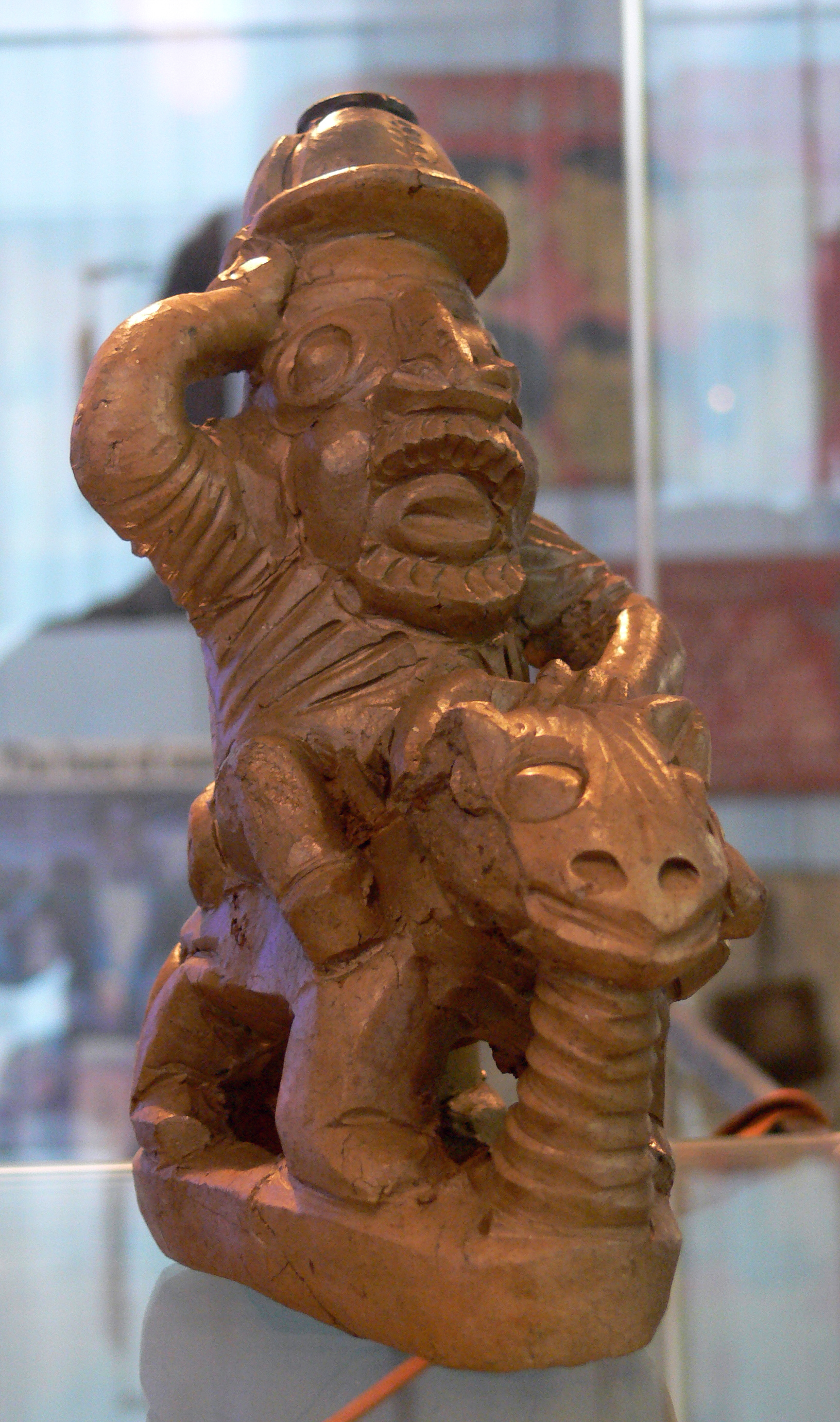
Deutscher Kolonialoffizier beim Salutieren, Terracotta

### Kolonialtruppen
Die deutsche Schutztruppe im noch nicht ganz eroberten Kamerun bestand 1900 aus 15 deutschen Offizieren und 23 Unteroffizieren, die zwei Askari-Kompanien von 318 Mann kommandierten. Dazu kamen 150 einheimische Polizisten. Beim Vorstoß in die zentralen Savannen und ins südliche Adamawa 1908 kamen etliche freiwillige Rekruten aus den Stämmen der Bali Nyonga und Bamun hinzu. Die Ewondo stellten Schützen unter ihren eigenen Kommandanten, nkukuma genannt. Bis 1914 stieg die Zahl auf 1550 Askari mit 185 deutschen Offizieren. Die paramilitärische Polizeitruppe (gegründet 1891) umfasste 1200 Mann unter 30 Offizieren. Ein Großteil der einheimischen Truppen wurde außerhalb Kameruns (Liberia, Togo, Dahomey) rekrutiert, jedoch unterstützten besonders die Stämme Ngumba, Ndu und einige andere die Rekrutierung durch die Deutschen, da sie diese als weniger belastend als die Dominanz zum Beispiel der Fulbe einschätzten. Im Laufe des Weltkriegs wurde die Kolonialtruppe auf fast 10.000 Mann ausgebaut.
Nach Beginn des Ersten Weltkrieges konnte sich die zahlenmäßig und materiell (vor allem durch großen Mangel an Munition) unterlegene Schutztruppe noch zwei Jahre in Kamerun halten. Das Gros der Truppe überschritt Anfang Februar 1916 die Grenze zum benachbarten spanischen Rio-Muni-Gebiet und wurde auf Fernando Póo bzw. in Spanien interniert. Am 20. Februar 1916 begab sich die letzte Garnison in Mora (Nordkamerun) nach der Zusage eines freien Abzugs in die Hände der britischen Kolonialarmee.

## Geschichte nach der deutschen Herrschaft

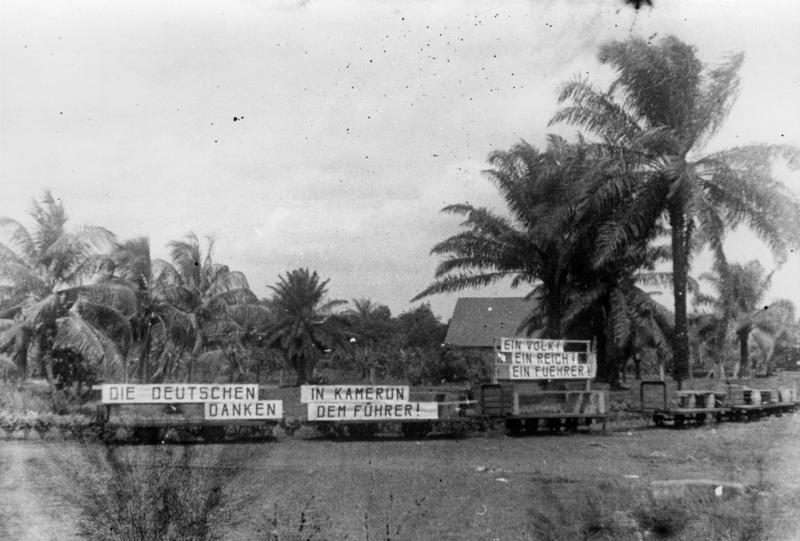
Kameruner Eisenbahn mit Parolen zum Anschluss Österreichs an das Deutsche Reich, 1938

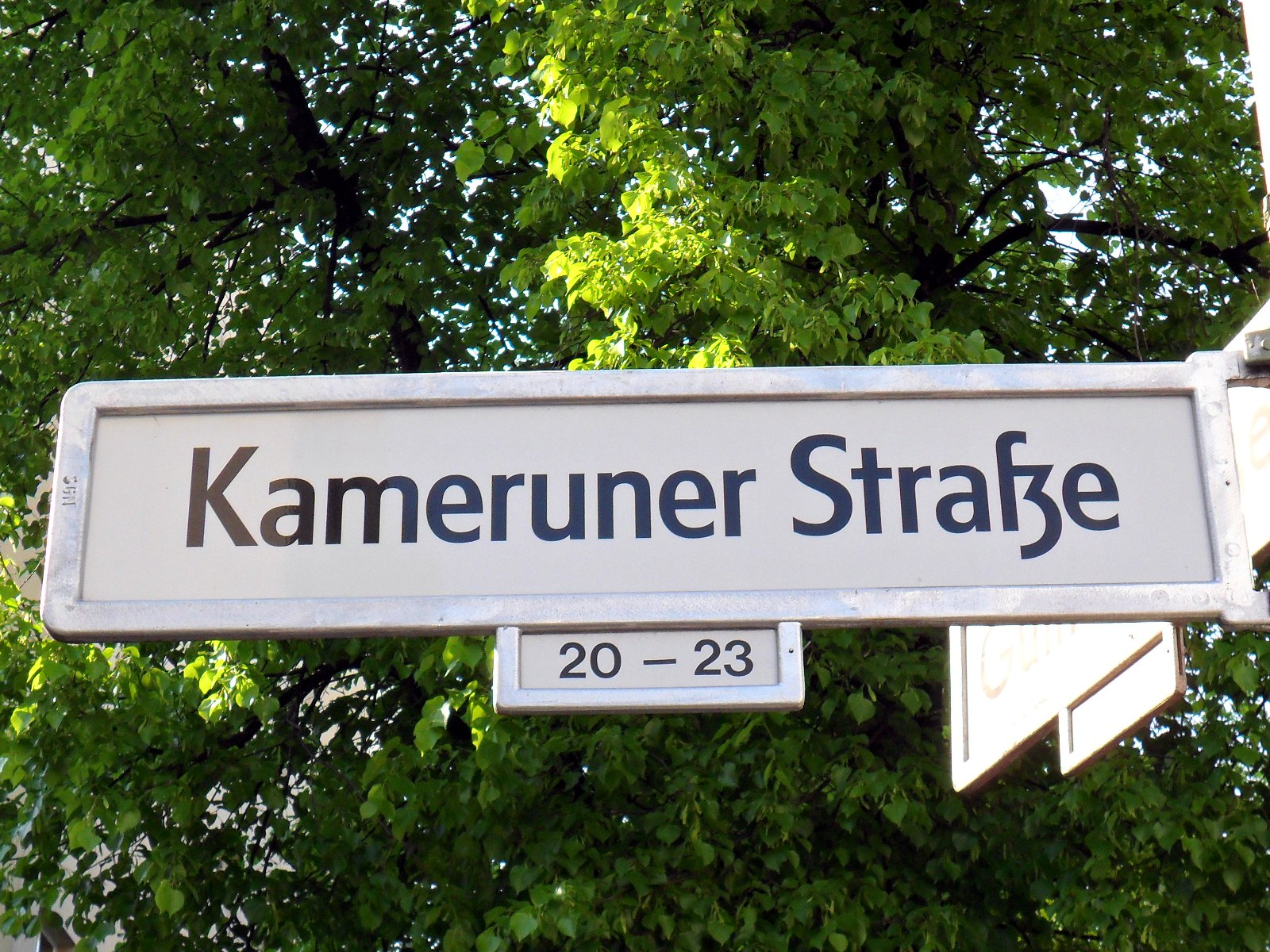
Straßenschild der Kameruner Straße in Berlin-Wedding (Afrikanisches Viertel)

Durch den Versailler Vertrag von 1919 ging Kamerun offiziell in den Besitz des Völkerbundes über, der wiederum ein Mandat zur Verwaltung an die Briten und Franzosen gab. Daraufhin wurde Kamerun in ein Britisch-Kamerun und ein Französisch-Kamerun aufgeteilt. Damit waren beide Teile Kameruns völkerrechtlich keine Kolonien mehr (ohne Neukamerun, das wieder Teil von Französisch-Äquatorialafrika wurde).
Der deutsche Kolonialrevisionismus propagierte in der Zwischenkriegszeit eine Rückgabe Kameruns an Deutschland. 1924 wurden auf einer Londoner Auktion die meisten der ehemals deutschen Plantagen in Britisch-Kamerun durch die Vorbesitzer zurückersteigert. Die Reichsverwaltung in Person Edmund Brückners leistete hierbei Unterstützung. Für den Fall eines Sieges im Zweiten Weltkrieg sollte Kamerun durch Bernhard Ruberg verwaltet werden und in einem Deutsch-Mittelafrika aufgehen.
Nach dem Zweiten Weltkrieg wurden beide Völkerbundmandate durch die Nachfolgeorganisation, die Vereinten Nationen, in Treuhandmandate umgewandelt. Am 1. Januar 1960 erhielt das französische Kamerun die Unabhängigkeit. Der Norden des britischen Mandatsgebietes stimmte bei einer vorangegangenen Volksabstimmung für den Anschluss an Nigeria, der südliche Teil entschied sich für einen Anschluss an den Staat Kamerun. Am 11. November 1960 wurde Kamerun Mitglied der UNESCO.